# Classe U-214
La classe U-214 è una classe di sottomarini a propulsione diesel-elettrica sviluppata dalla ditta tedesca Howaldtswerke-Deutsche Werft (HDW).

## Tecnica
La classe è dotata di propulsione diesel con un sistema di propulsione indipendente dall'aria (Air-Independent Propulsion o AIP) utilizzando celle a combustibile a idrogeno a membrana elettrolitica (PEM) prodotte dalla Siemens. Il progetto della classe deriva da quello della classe U-212, ma in quanto variante destinata all'esportazione manca di alcune delle tecnologie classificate adottate sui suoi predecessori più piccoli, la più importante delle quali è probabilmente lo scafo in acciaio amagnetico, caratteristica che rende gli U-212 difficili da rilevare utilizzando un rilevatore di fenomeni magnetici.
A causa di miglioramenti nei materiali a pressione dello scafo, gli U-214 possono immergersi per quasi 400 metri. Possono anche trasportare cibo, acqua fresca e carburante per 84 giorni di funzionamento.

## Utilizzatori

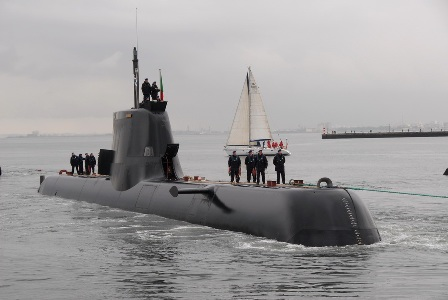
Sottomarino portoghese "Tridente"

Il 15 febbraio 2000 venne firmato un contratto per la costruzione di tre battelli per conto della Marina ellenica, e nel giugno 2002 venne ordinata una quarta unità. La prima nave fu costruita all'HDW di Kiel, in Germania, e le restanti dalla Hellenic Shipyards Co. a Skaramangas, in Grecia. Presso la marina ellenica la classe è nota come "classe Papanikolis".
La Marina della Repubblica di Corea ha ordinato nove sottomarini U-214, designati come "classe Son Won-Il", costruiti in Corea del Sud dalla Hyundai Heavy Industries e dalla Daewoo Shipbuilding & Marine Engineering; tre modelli di primo lotto sono entrati in servizio dal 2007 e sei modelli di secondo lotto sono entrati in servizio dal 2012.
La Marina militare portoghese ha ordinato due battelli consegnati tra il 2010 e il 2011, designati come "classe Tridente".
La Marina militare turca ha ordinato la costruzione di 6 battelli che costituiranno la classe Reis. La versione è: Type-214TR AIP (air-independent propulsion). Il primo battello, già costruito e in fase di allestimento, denominato TCG Piri Reis, è stato messo in acqua nel 2019. Il secondo chiamato Hizir Reis, dovrebbe   entrare in servizio nel 2023. Ogni anno fino al 2027 verrà prodotto un battello presso i cantieri navali di Gölcük Naval Shipyard. A sostegno di quanto detto, il 23 maggio 2022 il presidente turco Erdogan ha partecipato alla cerimonia per la conclusione dei lavori del secondo battello e la prima saldatura del sesto chiamato Selman Reis.